# Distretto di Gulou (Nanchino)
Il distretto di Golou è un distretto dello Jiangsu, in Cina. È sotto l'amministrazione della Città di Nanchino.